# 浜崎慎治
浜崎 慎治（はまさき しんじ、1976年 - ）は、CMディレクター、映画監督。1976年鳥取県鳥取市生まれ。実家は明治33年創業のしょうゆ屋「楠城屋商店」。

## 来歴
鳥取県立鳥取東高等学校卒業。埼玉大学卒業。2002年TYO入社、13年よりフリーランス。手がけたCMにau／KDDI「au三太郎」、日野自動車「ヒノノニトン」、家庭教師のトライ「教えてトライさん」、トヨタ自動車「TOYOTOWN」、トクホン「ハリコレ」など。ACCグランプリ、ACCベストディレクター賞、広告電通賞優秀賞、ギャラクシー賞CM部門大賞など受賞多数。これまでに100作以上手がけた「au三太郎シリーズ」はCM好感度、CM演出部門でいずれも8年連続1位（CM総合研究所調べ。2015年度－2022年度）。2020年3月20日公開の広瀬すず主演の映画『一度死んでみた』で映画初監督を務める。

## 作品

### CM
- 楠城屋商店「活け造り」篇（2005年）
- トクホン「ハリコレ」篇（2008年）
- パイロット 「コレトたちの：優越感／期待／友情」篇（2011年）
- ダイハツ工業 「裁判」シリーズ（2012年） ※役所広司、八嶋智人、鈴木京香、渡部篤郎出演
- 家庭教師のトライ 「ハイジ」シリーズ（2012年〜）
- トヨタ「TOYOTOWN」シリーズ（2013年〜） ※樹木希林、堺雅人、満島ひかり出演
- 日野自動車「ヒノノニトン」シリーズ（2014年〜） ※リリーフランキー、堤真一出演
- KDDI「au三太郎」シリーズ（2015年〜） ※松田翔太、桐谷健太、濱田岳出演
- かっぱ寿司「やる、しかない。」シリーズ（2017年） ※吹石一恵、柄本明、岡山天音出演
- 大塚製薬 イオンウォーター「おとなは、ながい。」シリーズ（2018年）※安藤サクラ出演
- スポーツ振興センター 「MEGA BIG」シリーズ（2019年〜）※石田ゆり子出演
- 花王 アタック「洗濯愛してる会」シリーズ（2019年〜） ※松坂桃李、賀来賢人、菅田将暉、間宮祥太朗、杉野遥亮出演
- サントリー 企業「話そう。サントリー」シリーズ（2020年）
- マクドナルド McCafe「マックにフラッペがやってきた」篇（2023年） ※木村拓哉、広瀬すず出演
- 丸紅 できないことは、みんなでやろう。「紅丸」篇（2023年） ※堺雅人出演

### 映画
- 一度死んでみた（2020年） ※広瀬すず、吉沢亮、堤真一、リリーフランキー、小澤征悦出演
- 半透明なふたり 短編映画（2022年） ※永山瑛太、川栄李奈出演
- ババンババンバンバンパイア（2025年公開予定） ※ 吉沢亮、板垣李光人、原菜乃華出演

### 受賞歴
- ACC CMフェスティバル フィルム部門 ベストディレクター賞（2015年）
- ACC CMフェスティバル フィルム部門 Aカテゴリー グランプリ（2016年） 
  - au三太郎シリーズ
- 半透明なふたり 短編映画
  - ショートショートフィルムフェスティバル ライブアクション部門 優秀賞（2023年）
  - ショートショートフィルムフェスティバル ジャパンコンペティション 東京都知事賞（2023年）
  - NEW YORK JAPAN CINEFEST(NYJCF)  AUDIENCE AWARD【観客賞】（2023年）